# Shinzō Watanabe
Shinzō Watanabe (en japonais 渡辺 信三 Watanabe Shinzō, né le 23 décembre 1935) est un mathématicien japonais, spécialiste en théorie des probabilités, processus stochastiques et équations différentielles stochastiques. Il est un des contributeurs fondamentaux à la théorie moderne des probabilités et au calcul stochastique. Le livre Stochastic Differential Equations and Diffusion Processes, écrit avec Nobuyuki Ikeda, est un ouvrage pionnier et a attiré de nombreux chercheurs vers ce domaine ; il est connu sous le nom de « Ikeda-Watanabe » parmi les chercheurs dans le domaine du calcul stochastique. 

## Biographie
Watanabe obtient son baccalauréat à l'université de Kyoto en 1958 et il soutient son doctorat, préparé sous la direction de Kiyoshi Itō en 1963. Watanabe est devient ensuite professeur à l'Université de Kyoto. Il a également été professeur invité à l'université Stanford et a participé aux comités d'organisation de séminaires internationaux japonais/soviétiques sur la théorie des probabilités.

## Contributions scientifiques
Watanabe a apporté de nombreuses contributions importantes en analyse stochastique et en théorie des processus stochastiques. Dans un travail avec H. Kunita, il étend la théorie de l'intégration stochastique, initialement développée par K. Ito pour les processus de Markov, aux martingales de carré intégrable. Cette théorie, connue sous le nom d'« extension de Kunita-Watanabe », est basée sur une inégalité cruciale, l'inégalité de Kunita-Watanabe pour l'intégrale stochastique.
Watanabe a également utilisé le calcul de Malliavin pour établir une théorie des fonctionnelles généralisées sur l'espace de Wiener, par analogie avec la théorie des distributions de Laurent Schwartz ; il applique cette théorie pour obtenir des expansions des noyaux de la chaleur.
Watanabe a également étudié les processus de diffusion multidimensionnels avec des conditions aux limites et des processus de ramification en temps continu.

## Prix et distinctions
En 1983, il est conférencier invité au Congrès international des mathématiciens à Varsovie (titre de sa conférence : Excursion point process and diffusion).
En 1989,Watanabe a reçu le prix d'automne de la Société mathématique du Japon.
En 1996, il a reçu le prix de l'Académie des sciences du Japon en mathématiques.

## Publications (sélection)
- Noboyuki Ikeda et Shinzo Watanabe, Stochastic differential equations and diffusion processes, North Holland, 1981, 2e édition 1989
- Yamada et Watanabe, « On the uniqueness of solutions of stochastic differential equations », J. Math. Kyoto University, vol. 11,‎ 1971, p. 155–167 (DOI 10.1215/kjm/1250523691, MR 278420)
- Shinzo Watanabe, « On two dimensional Markov processes with branching property », Trans. Amer. Math. Soc., vol. 136,‎ 1969, p. 447–461 (DOI 10.1090/s0002-9947-1969-0234531-1 , MR 0234531)
- Shinzo Watanabe, « A limit theorem of branching processes and continuous state branching processes », J. Math. Kyoto University, vol. 8,‎ 1968, p. 141–167 (DOI 10.1215/kjm/1250524180 , MR 237008)
- Shinzo Watanabe, « Limit theorem for a class of branching processes », Markov processes potential theory, Proc. Symp. Univ. Wisconsin,‎ 1967, p. 205-232